# ميلتون أليغري
ميلتون أوسكار توبايس أليغري لوبيز (بالإسبانية: Milton Oscar Tobías Alegre López)‏ (ولد في 14 أكتوبر 1991) وهو لاعب كرة قدم أرجنتيني يلعب حاليا كمهاجم لنادي سان أنتونيو يونيدو في دوري الدرجة الثانية التشيلي.

## وصلات خارجية
- Milton Alegre at Football Lineups
- ميلتون أليغري على موقع قاعدة بيانات كرة القدم.إي يو (الإنجليزية)
- ميلتون أليغري على موقع Soccerway.com (الإنجليزية)
- ميلتون أليغري على موقع عالم كرة القدم.نت (الإنجليزية)